# Тврдошовці
Тврдошовці; Тврдошовце (словац. Tvrdošovce) — село, громада округу Нові Замки, Нітранський край. Кадастрова площа громади — 55.56 км².
Населення 5082 особи (станом на 31 грудня 2019 року).

## Історія
Тврдошовці згадують у 1221 році.

## Географія
Протікають Тврдошовський потік; Трновський канал; Комочський канал і Яношиковський канал.

## Населення
| Рік:            | 1994. | 2004.   | 2014.   | 2024.   |
| --------------- | ----- | ------- | ------- | ------- |
| Кількість осіб: | 5145  | 5239    | 5172    | 5062    |
| Різниця:        |       | +1,82 % | -1,27 % | -2,12 % |

| Рік:            | 2023. | 2024.   |
| --------------- | ----- | ------- |
| Кількість осіб: | 5089  | 5062    |
| Різниця:        |       | -0,53 % |